# سیارک ۱۱۳۹۵۱
سیارک ۱۱۳۹۵۱ (به انگلیسی: 113951 Artdavidsen، نامگذاری:2002TM349) صد و سیزده هزار و نهصد و پنجاه و یکمین سیارک کشف شده‌است که در ۱۰ اکتبر ۲۰۰۲ کشف شد.